# Tommy Caldwell
Pour les articles homonymes, voir Caldwell.
Tommy Caldwell, né le 11 août 1978 à Estes Park, dans le Colorado, aux États-Unis, est un grimpeur professionnel. Souvent considéré comme un des meilleurs grimpeurs de l'histoire,,,, il est particulièrement connu pour ses nombreuses ascensions en escalade libre sur les big walls du Yosemite, ainsi que pour certaines voies en escalade sportive dans le neuvième degré.
Il a réalisé la première ascension libre de nombreuses voies de El Capitan comme West Buttress, Dihedral Wall ou encore Linea di Eleganza sur le Fitz Roy en Patagonie.
En février 2014, avec Alex Honnold, il réalise la première traversée du massif du Fitz Roy, considérée alors comme une des plus dures ascensions de l'histoire de l'alpinisme. En janvier 2015, avec Kevin Jorgeson, il accomplit la première ascension libre du Dawn Wall, sur El Capitan dans le parc national de Yosemite, considérée alors comme une des plus difficiles ascensions de big wall. Il est aussi le détenteur de record de vitesse sur la voie The Nose dans le parc national de Yosemite, effectué en 2018 en tandem avec Alex Honnold, en grimpant cette voie mythique en moins de 2 heures.

## Biographie
Tommy Caldwell commence l'escalade très jeune avec son père qui est un guide montagne ainsi qu'un grimpeur. Dès le début son père est très exigeant avec Tommy et lui inculque le désir de se surpasser et d'atteindre le sommet de la manière la plus difficile qui soit. Selon Tommy, « son père ne préparait pas le chemin pour son fils, mais il préparait son fils au chemin qui l'attendait ». À 14 ans, ils réalisent ensemble The Diamond, une voie d'escalade sur la face est de Longs Peak, en terminant l'ascension dans un orage. Son père le préparait alors, sans le savoir, à affronter des parois de plus de 1 000 mètres sur lesquels il passera de nombreux jours des années plus tard. Mais Tommy est très reconnaissant envers son père pour lui avoir inculqué ces valeurs, et lui dit à ce propos : « merci de m'avoir rendu bizarre, papa. ».
À la fin des années 1990, il participe à quelques étapes de la coupe du monde d'escalade de difficulté mais il ne parvient pas à se classer au-dessus de la 27e place. Il se tourne alors vers l'escalade des big walls et plus particulièrement ceux du parc national de Yosemite, qui proposent certaines des plus belles et plus hautes parois d'escalade au monde.
En août 2000, Tommy Caldwell, accompagné de sa compagne Beth Rodden, de John Dickey et de Jason Smith partent grimper au Kirghizistan et sont retenus en otage par un groupe rebelle durant 6 jours. Pour sauver sa vie et celle de son groupe, Tommy Caldwell se voit forcé de pousser l'un de leurs ravisseurs du haut d'une falaise. Ils purent ensuite être rapatriés, et leur histoire fut largement médiatisée. Il apprendra plus tard que l'homme qu'il pensait avoir tué était en fait encore vivant.
En 2001, il réalise la première ascension de The Honeymoon is Over (5.13), à Longs Peak dans le Colorado. Il est alors accompagné par sa femme, la grimpeuse Beth Rodden.
La même année, en réalisant des travaux domestiques avec une scie à format, il se coupe deux phalanges de l'index de la main gauche. Cela ne l'a pas empêché de repartir à l'assaut des voies les plus dures de l'époque, en particulier sur El Capitan dans le Parc national de Yosemite.
Il épouse Beth Rodden en 2003, mais ils divorcent en 2010. En 2012, il se remarie à la photographe Rebecca Pietsch, dont il a deux enfants, Fitz et Ingrid.
Entre le 12 et le 16 février 2014, à la frontière entre l'Argentine et le Chili, il réalise avec Alex Honnold la traversée du massif du Fitz Roy, du nord au sud, gravissant tour à tour les aiguilles Guillaumet et Mermoz, le Fitz Roy, les aiguilles Poincenot, Rafael Suarez, Saint-Exupéry et De l'S. Cette ascension alpine est récompensée par un Piolet d'or en 2015 et fera l'objet du documentaire de Josh Lowell et Peter Mortimer A line across the sky publié en 2018.
En janvier 2015, il réalise l'ascension en libre du Dawn Wall, en 19 jours. Après 6 ans de travail, lui et son partenaire Kevin Jorgeson réussissent ainsi à escalader le Big Wall le plus difficile de l'histoire, d'un niveau 9a. Leur ascension se déroula sous l’œil attentif des caméras, créant un suspense médiatique hors du commun ; les images donneront lieu à un film documentaire publié en 2018, The Dawn Wall. National Geographic décerne aux deux grimpeurs le titre d'aventuriers de l'année 2015 pour cette ascension exceptionnelle.
De 2016 à 2017, il accompagne Alex Honnold dans sa préparation de l'ascension en solo intégral de la voie Freerider d'El Capitan, d'abord au Maroc, puis à Yosemite. Le film de cette expérience par les réalisateurs Elizabeth Chai Vasarhelyi et Jimmy Chin sera ensuite publié dans le documentaire Free Solo en 2018, qui remportera l'Oscar du meilleur film documentaire en 2019.
En 2017, il publie son autobiographie The Push : le destin au bout des doigts, revenant sur son ascension du Dawn Wall et sur son parcours atypique.

## Style de grimpe
Tommy Caldwell pratique de nombreux types d'escalade, il fait aussi bien de l'escalade sportive que traditionnelle, ainsi que du bloc. Mais c'est dans les parois en dalle qu'il est le plus spécialisé. Avec les années passées sur les big walls du parc national de Yosemite, il a acquis une grande expérience de ce type d'escalade favorisant les jeux d'équilibre sur des prises de très petites tailles.
À cause de l'accident domestique dans lequel il a perdu les deux tiers de son index gauche en 2001, il a dû adapter son style de grimpe de manière radicale afin de pouvoir continuer à pratiquer l'escalade à très haut niveau et continuer sa carrière professionnelle dans le domaine. Pour y parvenir, il a développé une capacité exceptionnelle à utiliser ses autres doigts et notamment ses pouces, qu'il a réussi à renforcer grâce à des exercices spécifiques.

## Ascensions remarquables

### En grande voie
Tommy Caldwell est un spécialiste de la vallée du Yosemite. Il y a ouvert la voie Dawn Wall, alors considérée comme le Big Wall le plus difficile de l'histoire. Après 6 ans de travail, il parvient finalement à l'enchaîner en libre, avec Kevin Jorgeson. 
- The Honeymoon is Over (5.13) à Longs Peak en 2001
- Flex Luthor (9a/5.14d) en 2003
- West Buttress (8a+/5.13c) à El Capitan en 2003
- Dihedral Wall (8b+/5.14a) à El Capitan en 2004
- Linea di Eleganza (6c+/5.11b) au Fitz Roy en 2006
- Magic Mushroom(8b+/5.14a) à El Capitan en 2008
- Dawn Wall (9a/5.14d) à El Capitan en 2014/2015 (avec Kevin Jorgeson)
- The Nose (5.9), à El Capitan en 2018. Record de vitesse sur le Nose avec Alex Honnold, passé en dessous de la barre des 2 heures.

### En bloc
Tommy Caldwell se rend tous les ans à Fontainebleau pour pratiquer l'escalade de bloc.

## Parraineurs/Sponsors
Tommy Caldwell est parrainé par Patagonia, Black Diamond, La Sportiva, Climb On! Products, Bluewater Ropes, REVO Sunglasses et PowerBar.

## Filmographie
- (en) Progression, de Big UP Productions (prod.) et de Josh  Lowell (réal.), 1er octobre 2009, DVD [présentation en ligne]
- (en) REEL ROCK Tour 2011, de Big UP Productions et Sender Films, novembre 2011, DVD [présentation en ligne]
- (en) The Dawn Wall, de Josh Lowell, novembre 2018, DVD